# Гемпстед (Нью-Гемпшир)
Гемпстед (англ. Hampstead) — місто (англ. town) в США, в окрузі Рокінґгем штату Нью-Гемпшир. Населення — 8998 осіб (2020).

## Демографія
Згідно з переписом 2010 року, у місті мешкали 8523 особи в 3396 домогосподарствах у складі 2391 родини. Було 3727 помешкань
Расовий склад населення:
| - 97,6 % — білих - 0,8 % — азіатів - 0,3 % — чорних або афроамериканців - 0,1 % — корінних американців |

До двох чи більше рас належало 1,0 %. Частка іспаномовних становила 1,0 % від усіх жителів.
За віковим діапазоном населення розподілялося таким чином: 22,6 % — особи молодші 18 років, 63,2 % — особи у віці 18—64 років, 14,2 % — особи у віці 65 років та старші. Медіана віку мешканця становила 45,7 року. На 100 осіб жіночої статі у місті припадало 98,1 чоловіків;  на 100 жінок у віці від 18 років та старших — 95,9 чоловіків також старших 18 років.
Середній дохід на одне домашнє господарство  становив 105 537 доларів США (медіана — 90 806), а середній дохід на одну сім'ю — 122 806 доларів (медіана — 109 766). Медіана доходів становила 79 600 доларів для чоловіків та 51 431 долар для жінок. За межею бідності перебувало 6,9 % осіб, у тому числі 13,0 % дітей у віці до 18 років та 9,4 % осіб у віці 65 років та старших.
Цивільне працевлаштоване населення становило 4735 осіб. Основні галузі зайнятості: освіта, охорона здоров'я та соціальна допомога — 23,5 %, роздрібна торгівля — 12,5 %, науковці, спеціалісти, менеджери — 12,5 %.